# 사이리 투팍

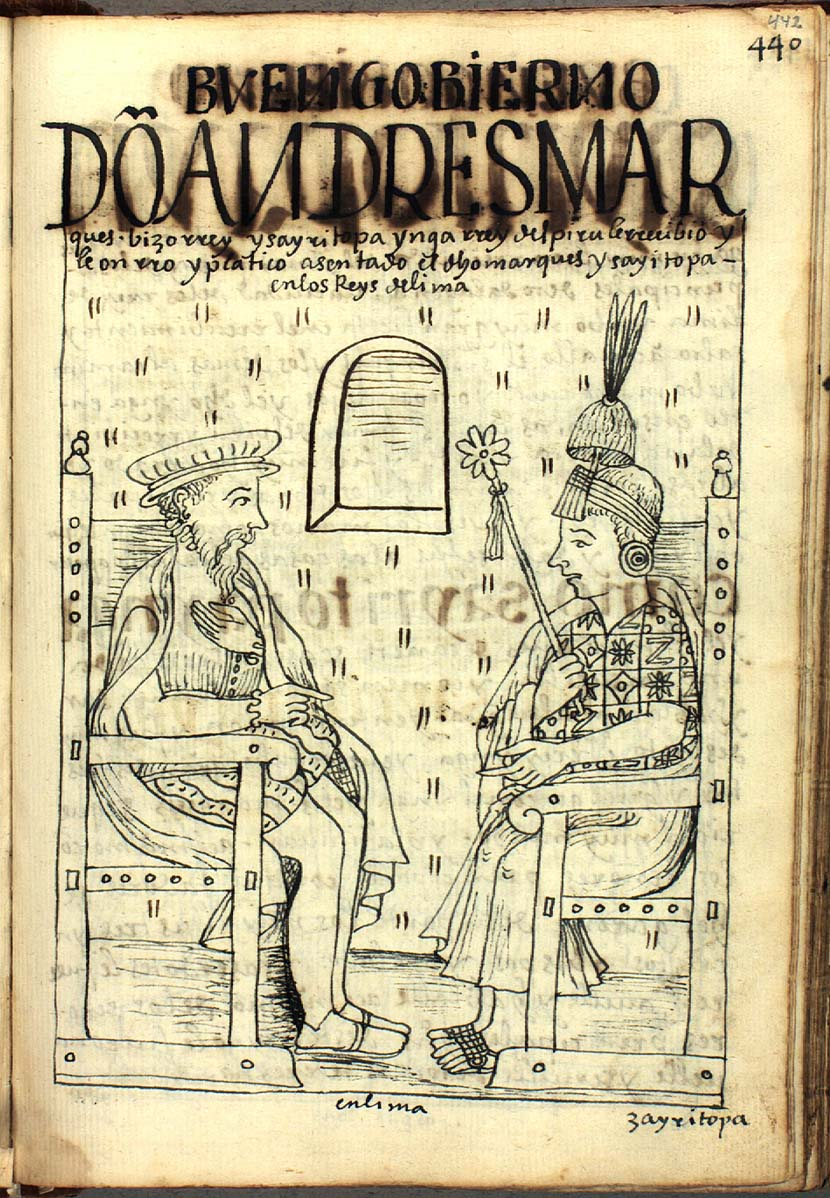
사이리 투팍

사이리 투팍(스페인어: Sayri Tupac)은 페루의 잉카 제국의 사파 잉카이다. 망코 잉카 유팡키의 아들이며, 1544년에 그의 아버지가 스페인인들에 의해 살해당한 이후 신잉카국의 통치자로 즉위한다. 그의 재위 기간은 총 16년으로, 1560년에 사망했다.

## 일생
사이리 투팍의 아버지 망코 잉카 유팡키는 스페인 군대에 의해 황제의 자리에 오른 인물이다. 그는 프란치스코 피사로에 의해 1534년에 황위에 올랐는데, 피사로의 동생인 곤잘로 피사로 등의 스페인 군인들이 멸시와 치욕을 견디지 못하고 탈출하여 잉카 전사들의 대군을 불러 모았다. 
프란치스코 피사로와 디에고 데 알마그로가 서로 내전을 벌이는 동안, 망코 잉카는 쿠스코를 차지하고 있던 디에고 데 알마그로와 격전을 벌였는데, 무려 10달에 걸친 공격 끝에도 승리를 거두지 못하고 후퇴해야만 했다. 알마그로가 내전에서 진 이후에 망코 잉카는 험준한 산 속에 위치해 있는 빌카밤바로 옮겨가 스페인 정복자들과 싸움을 계속했다. 알마그로의 패잔병들이 피사로의 감시를 피해 빌카밤바로 도망쳐 왔을 때, 망코 잉카는 그들 대부분을 받아들여 전력을 키우고자 하였는데, 나중에 이들이 변절하여 사이리 투팍과 그의 형제들이 보는 앞에서 망코 잉카를 죽이게 된다. 
당시 사이리 투팍은 5살이었고, 고문들의 도움을 받아 왕국을 약 10년간 다스리게 된다. 그의 재위 기간 동안 왕국은 스페인 정복자들과 나름대로 평화적으로 지냈는데, 스페인의 총독은 그가 만약 빌카밤바에서 나와 투항한다면 쿠스코에 호화로운 저택을 마련해주겠다는 제안을 했을 정도였다. 사이리 투팍은 본디 이 제안을 받아들이려 했으나, 이 때 갑자기 그의 친척 하나가 급사하는 사건이 일어나자, 이를 불길한 징조로 받아들이고 결국 그 제안을 거부하게 된다. 
1556년에 새로운 총독이 부임하자, 스페인의 군사 정책도 변하게 된다. 비록 잉카 제국이 더 이상 남아메리카의 광대한 영역을 다스리는 제국이 아니기는 했지만, 여전히 빌카밤바에 남아 독립적인 상태를 유지하고 있었기 때문에, 총독은 이 왕국을 복속시켜 스페인 관리들이 감시할 수 있는 위치 하에 두고 싶어 했다.
스페인과 신잉카국의 협상은 길었지만, 결국 타결에 협의하게 된다. 사이리 투팍은 빌카밤바를 떠나 쿠스코로 들어왔고, 가톨릭으로 개종하였다. 스페인 총독은 그에 대한 보답으로 안락한 생활, 호화로운 저택, 명예직을 그에게 수여하게 된다. 그는 쿠스코 북동쪽에 있는 한 도시에서 살게 되었고, 쿠스코를 떠나며 왕권을 완전히 포기한다는 각서를 쓰게 된다.
후에 그는 교황 율리우스 3세의 특별 허락을 받고 그의 누이 쿠시 하르퀘이와 결혼하고, 사이에서 딸을 하나 낳았다. 사이리 투팍은 이후 평생동안 다시는 빌카밤바로 돌아갈 생각도, 돌아가지도 않았다. 
그가 1561년에 갑자기 세상을 떠나자, 티투 쿠시 유팡키는 스페인 관리들이 그를 독살했다고 의심하여 다시 빌카밤바에서 반란을 일으키게 된다.

## 같이 보기
- 투팍 아마루